# Boletopsis
Boletopsis is een geslacht van schimmels behorend tot de familie Bankeraceae. De typesoort is Boletopsis leucomelaena.

## Soorten
Volgens Index Fungorum telt het negen soorten (peildatum december 2021):
| Soortnaam                                     | Auteur(s)                                                                           | Publicatiejaar |
| --------------------------------------------- | ----------------------------------------------------------------------------------- | -------------- |
| Boletopsis atrata                             | Ryvarden                                                                            | 1982           |
| Boletopsis grisea                             | (Peck) Bondartsev & Singer                                                          | 1941           |
| Boletopsis leucomelaena (Grijze schijnboleet) | (Pers.) Fayod                                                                       | 1889           |
| Boletopsis mediterraneensis                   | G. Moreno, Carlavilla, Bellanger, Olariaga, P.-A. Moreau, Bidaud, Loizides & Manjón | 2019           |
| Boletopsis nothofagi                          | J.A. Cooper & P. Leonard                                                            | 2012           |
| Boletopsis smithii                            | K.A. Harrison                                                                       | 1975           |
| Boletopsis staudtii                           | Henn.                                                                               | 1898           |
| Boletopsis subsquamosa                        | (L.) Kotl. & Pouzar                                                                 | 1957           |
| Boletopsis watlingii                          | Blanco-Dios                                                                         | 2018           |